# نایجل ادکینز
نایجل ادکینز (انگلیسی: Nigel Adkins؛ زادهٔ ۱۱ مارس ۱۹۶۵) یک بازیکن فوتبال، و مربی (ورزش) اهل انگلستان است.